# Waplewo (Szczytno)

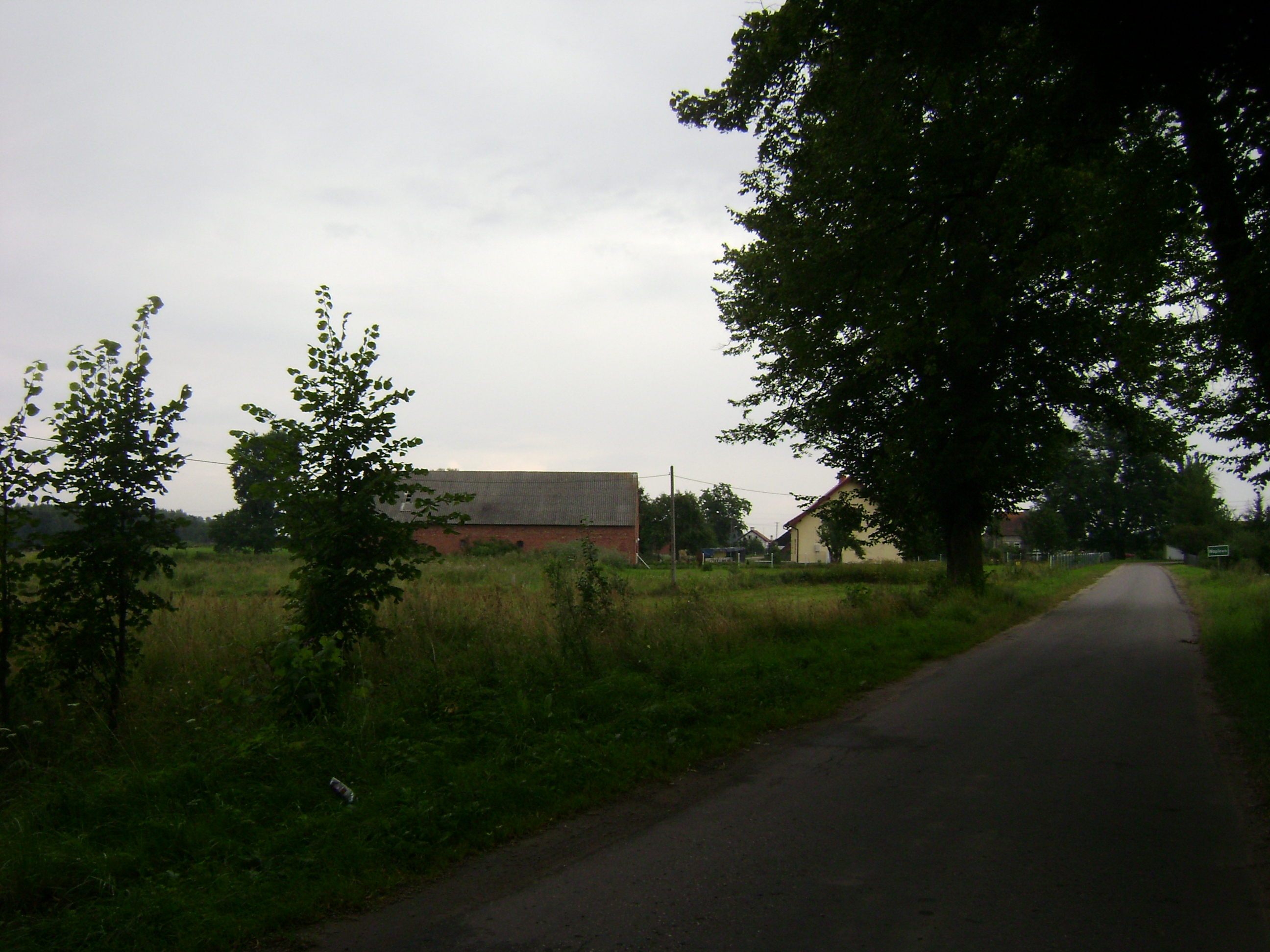
Waplewo en 2009

Waplewo [pronunciación en polaco: /vaˈplɛvɔ/] (en alemán: Waplitz) es un pueblo en el distrito administrativo de Gmina Jedwabno, dentro del distrito de Szczytno, voivodato de Varmia y Masuria, en el norte de Polonia. Se encuentra aproximadamente 8 kilómetros al norte de Jedwabno, 17 kilómetros al oeste de Szczytno, y 27 kilómetros al sudeste de la capital regional, Olsztyn.
Hasta, 1945 el área era parte de Alemania (Prusia Oriental).